# Герб на Архангелска област
Гербът на Архангелска област е същият като герба на Архангелската губерния на Руската империя. Представлява щит на златно поле, на който е изобразен Св. Архангел Михаил в сребърно въоръжение, с червен пламтящ меч и със сребърен щит, украсен със златен кръст, промушващ черен лежащ дявол. Щитът е увенчан с руската императорска корона и е окръжен със златни дъбови листа, съединени с Андреевска лента.